# Jurij Patrikeev
Jurij Nikolaevič Patrikeev (in armeno Յուրի Պատրիկեև?; in russo Юрий Николаевич Патрикеев?; Kirovo-Čepeck, 28 settembre 1979) è un lottatore russo naturalizzato armeno, specializzato nella lotta greco-romana.

## Palmarès

### Olimpiadi
- 1 medaglia:
  - 1 bronzo (Pechino 2008 nei 120 kg[1])

### Mondiali
- 3 medaglie:
  - 1 argento (Mosca 2010 nei 120 kg[1])
  - 2 bronzi (Mosca 2002 nei 120 kg[2]; Baku 2007 nei 120 kg[1])

### Europei
- 6 medaglie:
  - 4 ori (Seinaejoki 2002 nei 120 kg[2]; Haparanda 2004 nei 120 kg[2]; Tampere 2008 nei 120 kg[1]; Vilnius 2009 nei 120 kg[1])
  - 2 bronzi (Dortmund 2011 nei 120 kg[1]; Belgrado 2012 nei 120 kg[1])

### Coppa del Mondo
- 3 medaglie:
  - 1 oro (Erevan 2010 nei 120 kg[1])
  - 2 argenti (Teheran 2005 nei 120 kg[2]; Clermont-Ferrand 2009 nei 120 kg[1])